# Aavasaksa
Der Aavasaksa (historisch auch Awa Saxa und Avasaxa) ist ein 242 m hoher Berg im Norden Finnlands. Er liegt auf dem Gebiet der Gemeinde Ylitornio in der Provinz Lappland, wenige Kilometer südlich des nördlichen Polarkreises und wird vom Fluss Tengeliönjoki umflossen, der am Westhang des Berges in den Tornionjoki mündet, welcher die Staatsgrenze zwischen Finnland und Schweden bildet.

## Beschreibung
Vom Gipfel des Aavasaksa ist ein weiter Blick in das flache Umland möglich, auch ist hier der südlichste Punkt Finnlands, von dem im Sommer die Mitternachtssonne beobachtet werden kann. Im 18. Jahrhundert war er das Ziel einer wissenschaftlichen Expedition des Franzosen Maupertuis, im 19. Jahrhundert wurde er als einer der Vermessungspunkte des Struve-Bogens festgelegt. Als einer von 34 ausgewählten Punkten dieses Vermessungsnetzes wurde der Aavasaksa 2005 in die Liste des Weltkultur- und Naturerbes der Menschheit aufgenommen. Zudem ist er seit 1994 eine der 27 offiziellen Nationallandschaften Finnlands.

## Bahnhof Aavasaksa

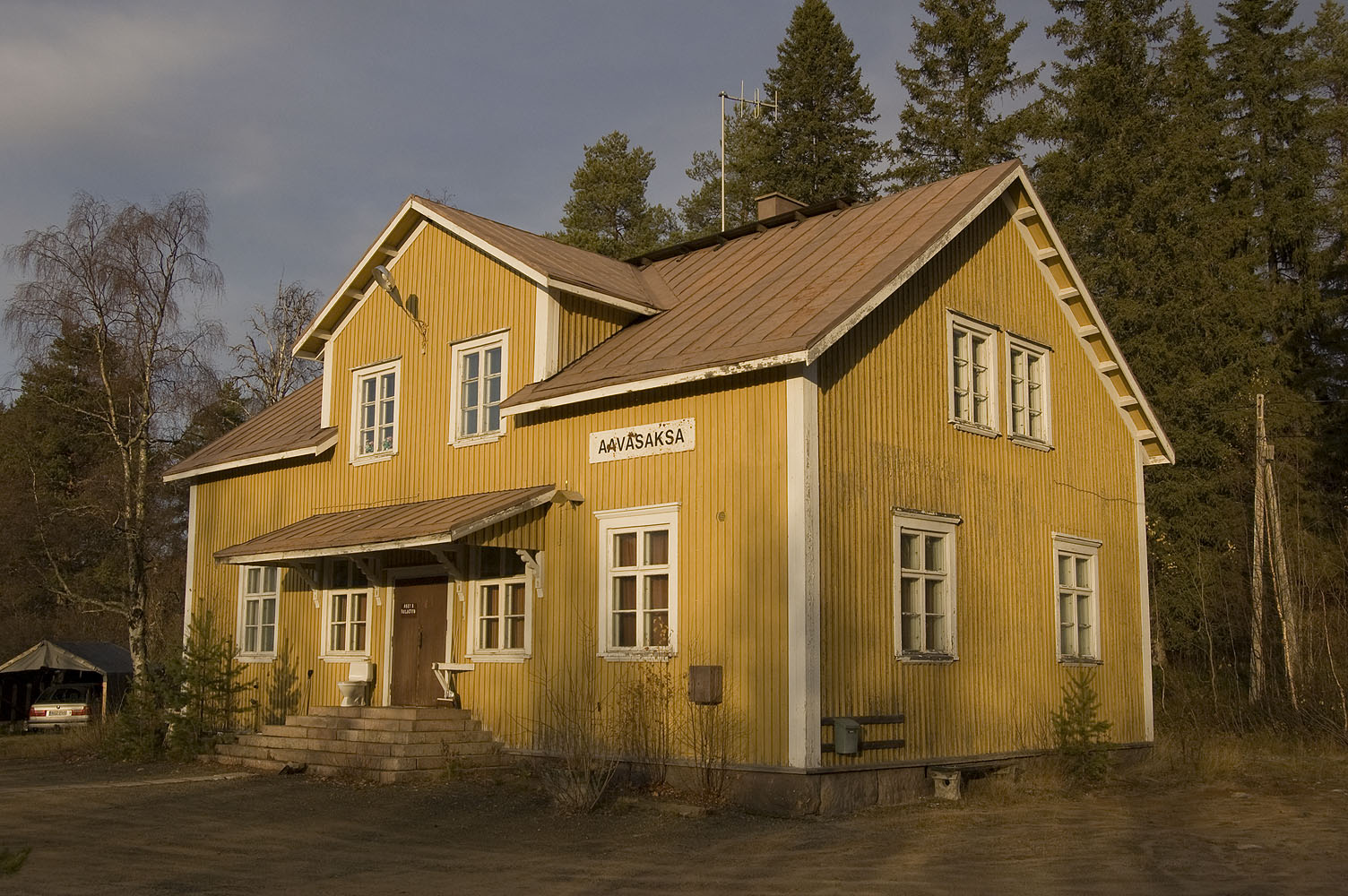
Bahnhof Aavasaksa

An der Bahnstrecke Tornio–Kolari gibt es einen Bahnhof gleichen Namens. Dieser wurde am 1. Dezember 1931 in Betrieb genommen. Die Einstellung des Personenverkehrs erfolgte am 1. Mai 1995, Ende des Güterverkehrs war am 1. Januar 2001. Seither wird der Bahnhof nur noch als Kreuzungsbahnhof verwendet.
Der Bahnhof besaß einen zweiständigen Lokschuppen und einen Wasserturm.